# Freikorps Epp

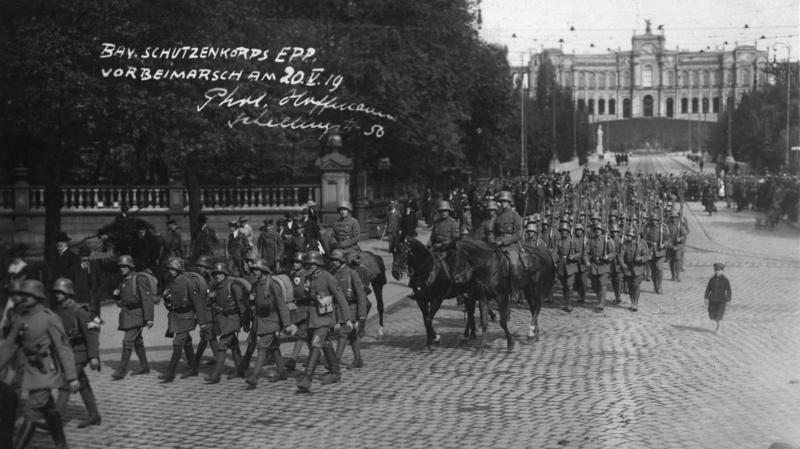
Vorbeimarsch des Bayerischen Schützenkorps Epp, 20. Mai 1919 (Aufnahme von Heinrich Hoffmann)

Das Freikorps Epp war ein militärischer Verband aus Freiwilligen und Zeitfreiwilligen in der frühen Weimarer Republik. Benannt nach seinem Führer, Oberst Franz Ritter von Epp, dem Kommandeur des Münchner Leib-Regiments im Ersten Weltkrieg, war das Freikorps nach der Aufstellung im Frühjahr 1919 zunächst an der Niederschlagung der Münchner Räterepublik beteiligt. Anschließend wurde das Freikorps als Brigade Epp in die Reichswehr übernommen und im Ruhraufstand beim Kampf gegen die Rote Ruhrarmee eingesetzt. Das Freikorps war für sein rücksichtsloses Vorgehen und Erschießungen von Gefangenen und Zivilisten bekannt. Es wird unter anderem für die Ermordung Gustav Landauers und für den Münchner Gesellenmord verantwortlich gemacht. Viele Mitglieder schlossen sich dem Nationalsozialismus an, darunter neben Epp selbst auch sein Stabschef Ernst Röhm sowie Rudolf Heß, Eduard Dietl und Hans Frank. Auch die Brüder und späteren NS-Politiker Otto und Gregor Strasser sollen der Einheit angehört haben. Das Freikorps gilt als eine der „Geburtszellen“ der NS-Bewegung.

## Aufstellung

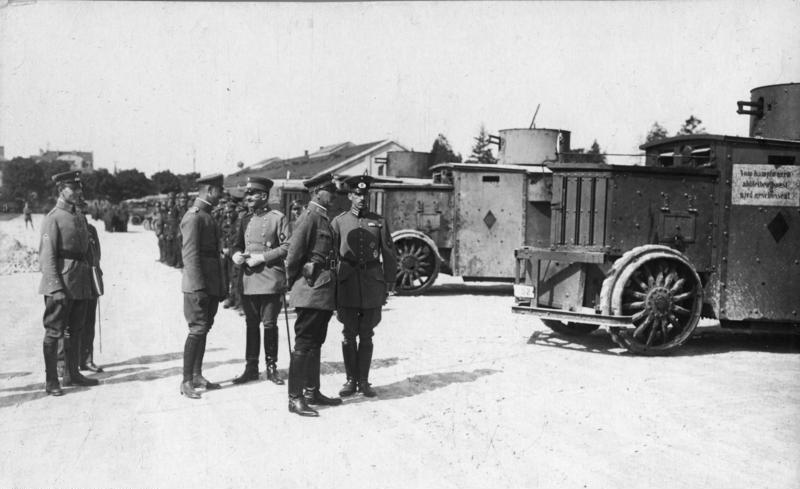
Franz von Epp bei der Besichtigung einer Kraftfahrabteilung, 1919

Bereits am 4. Februar 1919 hatte das preußische Kriegsministerium den Münchner Zentralrat aufgefordert, Freiwillige zum Truppenübungsplatz nach Ohrdruf in Thüringen zu schicken, wo Verbände für den Grenzschutz im Osten aufgestellt wurden. Die bayerische Regierung unter Ministerpräsident Kurt Eisner befürchtete jedoch, dass die bayerischen Freiwilligen tatsächlich in Bayern eingesetzt werden sollten, unterband das Absenden von Formationen und untersagte am 10. Februar die Werbung für den Grenzschutz Ost in Bayern. Am selben Tag fuhr Epp nach Berlin und ließ sich von Gustav Noske, Mitglied des Rates der Volksbeauftragten und bald darauf Reichswehrminister, offiziell mit der Aufstellung eines bayerischen Freikorps für den Grenzschutz Ost beauftragen. Noske hatte bereits Ende 1918 bei Epp anfragen lassen, ob dieser sich der Freikorpsbewegung anschließen würde.
Auch nach der Ermordung Eisners am 21. Februar 1919 hielt die bayerische Regierung an ihrem Widerstand gegen die Aufstellung eines bayerischen Freikorps fest und verbot, in Bayern für das Freikorps zu werben. Fahndungstrupps durchsuchten alle Züge in Richtung Thüringen und nahmen Reisende nach Ohrdruf fest. Epp, der am 17. Februar noch in München eine Flugblattaktion hatte durchführen lassen, aber am 25. Februar nach Ohrdruf geflohen war, kam unter diesen Umständen mit dem Aufbau seines Freikorps nur langsam voran. Am 31. März verfügte er erst über 49 Offiziere, 33 Unteroffiziere und 94 Mannschaften.
Ungeachtet des Verbots waren die Werbeoffiziere des Freikorps nicht zuletzt an den bayerischen Universitäten aktiv. In Erlangen wurde am 27. März eine allgemeine Studentenversammlung abgehalten, bei der sich etwa 900 der anwesenden rund 1000 Studenten für den Eintritt in das Freikorps Epp aussprachen. Rektorat und Senat der Universität hatten zuvor die Unterbrechung des Semesters und damit die Schließung der Universität zugesagt. Innerhalb des Freikorps stellten die Erlanger Studenten mit 350 Mann das stärkste Kontingent. Sie schlossen sich nach Korporationszugehörigkeit zusammen und bildeten einen Studentenausschuss als Interessenvertretung. Erlanger Studenten übernahmen auch führende Funktionen in Epps Stab. Heinz Schauwecker leitete den Sanitätsdienst, während der Bubenreuther Edgar Stelzner, gegen den wegen der Studentenversammlung Haftbefehl erlassen worden war, als politischer Berater fungierte.
Als nach der Ausrufung der Münchner Räterepublik am 7. April 1919 die mehrheitssozialistische Regierung unter Johannes Hoffmann nach Bamberg fliehen musste, begann Hoffmann die Bildung des Freikorps Epp inoffiziell und gegen den Widerstand seines Militärministers Ernst Schneppenhorst zu unterstützen. Am 14. April bat er die Reichsregierung offiziell um militärische Hilfe. Das Freikorps Epp hatte am 23. April mit etwa 700 Mann Regimentsstärke erreicht und wurde als „Bayerisches Schützenkorps“ in Ulm konzentriert.

## Niederschlagung der Münchner Räterepublik

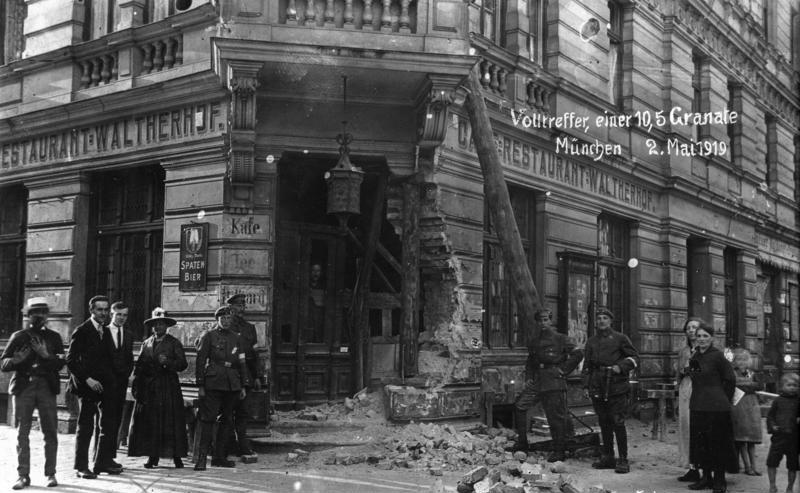
Durch einen Granatentreffer schwer beschädigte Eckkneipe in der Waltherstraße in München, 2. Mai 1919

Für den Einsatz in Bayern stellte die Reichsregierung preußische Freikorps, darunter die Freikorps Görlitz und Lützow sowie die Marinebrigade Ehrhardt, württembergische Truppen, darunter eine Sicherheitskompanie unter dem Kommando von Erwin Rommel, und bayerische Freikorps unter dem Kommando Epps, neben dem Freikorps Epp etwa auch das Freikorps Oberland, zusammen. Die Regierungstruppen waren insgesamt ca. 20.000 Mann stark. Mit dem Vormarsch wurde am 27. April 1919 begonnen. Am 28. April nahm das Freikorps Epp Freising, Erding, Wasserburg und Gars am Inn ein. In München waren die Roten Garden bereits in Auflösung begriffen, Späher schätzten ihre dortige Kampfstärke am 27. April noch auf 2.000 bis 3.000 Mann. Nachdem München am 1. Mai eingekreist war, begannen am folgenden Tag einzelne Freikorps, darunter das Freikorps Epp und die Marinebrigade Ehrhardt, einen unplanmäßigen und unkoordinierten Angriff. Bereits am Abend des 2. Mai 1919 war München vollständig besetzt und nur an einzelnen Stellen kam es noch zu Gefechten.
Die Regierungstruppen gingen dabei mit außerordentlicher Härte gegen jedes Anzeichen von Widerstand vor. Vor allem aber kam es zu einer Verhaftungswelle, zu Erschießungen und Morden. Legitimiert wurden die vielen Erschießungen jeweils mit erbittertem Widerstand von Rotgardisten. Die Kämpfe des Freikorps Epp in Giesing, einer traditionellen Hochburg der Arbeiterbewegung, galten als besonders schwer. Hierher und in die Au war das Kampf-Detachement des Freikorps unter dem Kommando von Oberstleutnant Adolf Herrgott von Lohhof und Harlaching aus vorgestoßen. Auch spätere Darstellungen aus der Zeit des Nationalsozialismus machen keinen Hehl aus dem besonders brutalen Vorgehen der bayerischen Freikorps:

„Da kann man nicht viel Unterschied machen zwischen dem, der wirklich geschossen hat, und dem, den nur ein unglücklicher Zufall in den Kampf verwickelte. Da muß mancher Unschuldige dran glauben. Die Oberbayern des Obersten von Epp haben keine Zeit, langwierige Untersuchungen anzustellen. Bei den Preußen ist das vielleicht etwas anders.“

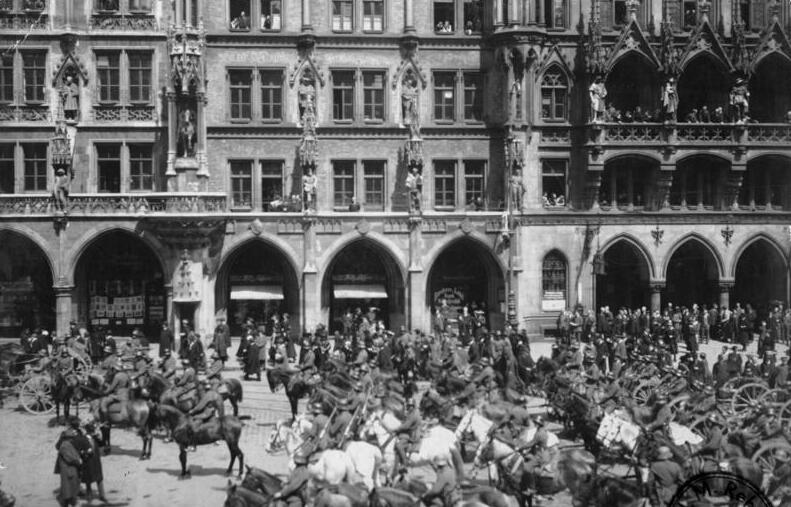
Einmarsch der Truppen am Marienplatz, 4. Mai 1919

Es ist nicht möglich, die Zahl derjenigen anzugeben, die nicht im Verlauf der Kämpfe starben, sondern ermordet oder im Zuge der anschließenden Säuberungsaktion exekutiert wurden. Das Freikorps Epp berichtete am 11. Mai 1919, man habe 200 „Spartakisten“ getötet und selbst sechs Tote gehabt. Schätzungen zur Zahl der zwischen dem 30. April und dem 8. Mai 1919 in München getöteten Menschen schwanken zwischen 557 und 1.200; wahrscheinlich sind deutlich mehr als 600. Die Polizei München stellte am 2. Juni 1919 ein Verzeichnis zusammen, wonach 335 Zivilisten während der Kämpfe ums Leben gekommen seien, davon 184 als Unbeteiligte und 144 als standrechtlich Erschossene.
Einige Einzelfälle, für die Angehörige des Freikorps Epp unmittelbar verantwortlich waren, erregten besondere Aufmerksamkeit. Dazu gehören die Ermordung des Sozialisten Gustav Landauer bei seiner Einlieferung in das Gefängnis Stadelheim, das auch von Einheiten des Freikorps Epp bewacht wurde, und des Gymnasialprofessors Karl Horn, der am 3. Mai auf dem Transport nach Stadelheim erschossen und ausgeraubt wurde. Andere Opfer konnten nicht identifiziert werden. Im Juni 1919 wurden im Gefängnisgarten von Stadelheim 32 Leichen exhumiert, von denen elf unbekannt blieben.
Der militärische Anteil, den das Freikorps Epp an der Eroberung Münchens hatte, ist umstritten. Kritiker verweisen darauf, dass sehr viel mehr preußische und württembergische Soldaten an den Kämpfen beteiligt gewesen seien als bayerische. In jedem Fall machte sich Epp die Situation zunutze und ließ sich bei einer Parade seiner Truppen auf dem Odeonsplatz am 5. Mai 1919 als „Befreier Münchens“ feiern. Von diesem Ruhm profitierte er nicht zuletzt während der Zeit des Nationalsozialismus, als er zum Nationalheld stilisiert wurde.

## Auflösung

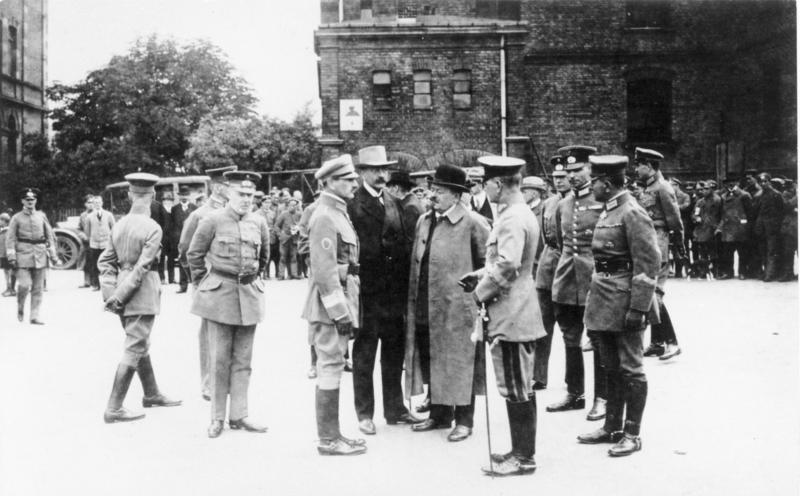
Reichspräsident Friedrich Ebert und Reichswehrminister Gustav Noske treffen Franz Ritter von Epp bei der Übernahme des bayrischen Heeres in die Reichswehr, München, Marsfeldkaserne, 25. August 1919

Im Mai 1919 wurde das Freikorps Epp aufgelöst bzw. als 21. Brigade (bayerische Schützenbrigade) in die vorläufige Reichswehr übernommen. In die Brigade wurden weitere Verbände, darunter die Freikorps Oberland und Bogendörfer integriert.

## Bekannte Mitglieder
- Joseph Friedrich Abert
- Hans Baumann
- Hans Baur
- Karl Baur
- Robert Bergmann
- Wilhelm Brückner
- Theodor Casella
- Georg Dechant
- Karl Maria Demelhuber
- Otto Deßloch
- Eduard Dietl
- Oskar Dirlewanger
- Karl Durst
- Hans Frank
- Karl Fritsch
- Heinrich Gärtner
- Wilhelm Hartnack
- Georg Haus
- Friedrich Heilingbrunner
- Adolf Herrgott
- Rudolf Heß
- Hans Georg Hofmann
- Franz von Hörauf
- Adolf Hühnlein
- Edgar Julius Jung
- Hans Kopfermann
- Otto Lancelle
- Max von Laue
- Johann-Erasmus von Malsen-Ponickau
- Benno Martin
- Otto Marxer
- Gustav Freiherr von Mauchenheim genannt Bechtolsheim
- Albert Miller
- Oskar von Niedermayer
- Karl Pieper
- Maximilian von Pohl
- Hans Rattenhuber
- Ernst Röhm
- Rudolf von Roman
- Heinz Schauwecker
- Hans Schemm
- Karl Schlumprecht
- Josef Schmid
- Wilhelm Schmid
- August Schmidhuber
- August Schneidhuber
- Ferdinand Schörner
- Walter Schultze
- Friedrich Wilhelm Starck
- Wilhelm Stegmann
- Gregor Strasser
- Otto Strasser
- Wilhelm Stuckart
- Karl von Le Suire
- Friedrich Jobst Volckamer von Kirchensittenbach
- Gerhard Wagner
- Friedrich Weber
- Wilhelm Weiß
- Hans Zöberlein